# (1017) Jacqueline
(1017) Jacqueline es un asteroide que forma parte del cinturón de asteroides y fue descubierto por Benjamin Jekhowsky desde el observatorio de Argel-Bouzaréah, Argelia, el 4 de febrero de 1924.

## Designación y nombre
Jacqueline fue designado al principio como 1924 QL.
Más tarde, se nombró en honor de Jacqueline Zadoc-Kahn, una antigua alumna del descubridor.

## Características orbitales
Jacqueline está situado a una distancia media del Sol de 2,605 ua, pudiendo acercarse hasta 2,401 ua. Su excentricidad es 0,07854 y la inclinación orbital 7,929°. Emplea en completar una órbita alrededor del Sol 1536 días.